# حيدر ششو
حيدر ششو قائد عسكري يزيدي في العراق. يُعتبر مؤسسًا والقائد الأعلى لميليشيا الدفاع الذاتي اليزيدية المعروفة باسم "قوة حماية إيزيدخان" (HPÊ).

## حياة
عائلة حيدر ششو هاجرت من العراق تحت حكم صدام حسين في عام 1990 إلى ألمانيا، حيث حصلوا على الجنسية الألمانية. حتى صيف عام 2014، عاشوا في باد أويونهوزن، ألمانيا. مع بداية مجزرة سنجار في أغسطس 2014، عاد ششو إلى العراق مع عمه قاسم ششو وعدد من أبناء عمومته للمساعدة في حماية وطنهم اليزيدي. 
بدأ حيدر ششو بعدد قليل من المقاتلين بتأسيس قوات حماية سنجار، التي تضم حوالي 2500 مقاتل. بينما كان هو وعمه، المعروف بلقب "أسد سنجار"، معروفين بدعمهم لحكومة إقليم كردستان وللحزب الديمقراطي الكردستاني بزعامة الرئيس بارزاني، إلا أنهما رفضا تقديم الولاء وأصرّا علنًا على أنهما "يقاتلان فقط من أجل اليزيديين، وليس لأي حزب". في وقت لاحق، تم اعتقال حيدر ششو في 5 أبريل 2015 من قبل القوات الكردية العراقية بتهمة "إنشاء ميليشيا جديدة غير شرعية". لكنه أُطلق سراحه بعد أسبوع بعد التفاوض على تسجيله في وزارة البيشمركة.